# Месје 56
Месје 56 (М56) је збијено звездано јато у сазвежђу Лира које се налази у Месјеовом каталогу објеката дубоког неба.
Деклинација објекта је + 30° 11' 7" а ректасцензија 19h 16m 35,5s. Привидна величина (магнитуда) објекта М56 износи 8,4. М56 је још познат и под ознакама NGC 6779, GCL 110.